# محمد التيمومي
محمد التيمومي (مواليد 15 يناير 1960) هو لاعب كرة قدم مغربي سابق. حصل على لقب أفضل لاعب كرة قدم أفريقي في عام 1985 وكان آخر لاعب يفوز بهذه الجائزة أثناء لعبه لكرة القدم في بلد أفريقي. شارك في نهائيات كأس العالم 1986 في المكسيك. أما على مستوى الأندية فقد فاز محمد التيمومي بدوري أبطال أفريقيا CAF مع الجيش الملكي الرباطي وهو أكبر نادٍ مغربي لكرة القدم في عصره. كما شارك مع المنتخب المغربي في الألعاب الأولمبية الصيفية لعام 1984.

## حياته
بدأ مشواره كلاعب سنة 1975 بنادي اتحاد تواركة وكان ذو موهبة عالية ويلعب في وسط الميدان، حصل على الكرة الذهبية لافضل لاعب إفريقي سنة 1985، اكتسب شهرة كبيرة خصوصا بعد مونديال المكسيك سنة 1986 
أما داخل القارة الأفريقية فقد حقق لقب دوري أبطال أفريقيا رفقة فريق الجيش الملكي، وفي سنة 1986 خاض أول تجربة احترافية مع نادي ريال مورسيا، وفي عام 1987 دخل في تجربة احترافية جديدة مع فريق لوكرين البلجيكي الذي لعب له لمدة موسمين ليعود بعد ذلك إلى المغرب إلى نادي أولمبيك خريبكة. لعب التيمومي أول مباراة دولية ضد منتخب توغو في 6 يوليو 1979 ضمن تصفيات كأس أمم إفريقيا 1980 انتهت بنتيجة 2–1، شارك مع الجيش الملكي في دوري أبطال إفريقيا عام 1985 حين قاده للفوز باللقب وشارك في نفس المسابقة سنة 1986 وسجل في جميع مشاركاته في دوري الأبطال 4 أهداف.

## روابط خارجية
- محمد التيمومي على موقع الاتحاد الدولي (مؤرشف)  (الإنجليزية)
- محمد التيمومي على موقع قاعدة بيانات كرة القدم.إي يو (الإنجليزية)
- محمد التيمومي على موقع ناشيونال فوتبول تيمز (الإنجليزية)
- محمد التيمومي على موقع كووورة
- محمد التيمومي على موقع أوليمبيديا (الإنجليزية)